# NGC 1149
NGC 1149 este o galaxie LINER situată în constelația Balena. A fost descoperită în 2 decembrie 1880 de către Édouard Stephan⁠(d). Se află la o distanță de 85,11 de megaparseci de Pământ.